# Collège universitaire préfectoral des arts et de la culture d'Ōita
Le Collège universitaire préfectoral des arts et de la culture d’Ōita (大分県立芸術文化短期大学, Ōita Kenritsu Geijutsu Bunka Tanki-daigaku), couramment abrégée en 芸文短大 ; Geibun-tandai, ou 芸短 Gei-tan) est un collège universitaire (短期大学) publique des arts, de la musique, des études globales et d’information et de la communication d’Ōita, au Japon, fondée en 1961.
L'école a eu des échanges d'étudiants avec un certain nombre d'autres institutions telles que l’Université Carleton, l'Institute Ara de Canterbury, l'Université des langues et des cultures de Pékin, l’Université de Séoul, l'Université des langues étrangères de Busan, et l'Universiti Malaysia Kelantan.

## Histoire
- 1958
  - Création de cursus avancé des beaux-arts et de la musique au Lycée préfectoral Midorigaoka de Beppu.
- 1961
  - Fondation du Collège universitaire préfectoral des arts d'Ōita.
- 1975
  - Déplacement du Campus universitaire de Beppu à Ōita.
- 1979
  - Création du cursus avancée dans la faculté des beaux-arts et de la musique
- 1980
  - Déplacement du Lycée préfectoral Midorigaoka de Beppu au campus universitaire d'Ōita.
- 1992
  - Création de la faculté des études globales et d’information et de la communication
  - Réorganisation au Collège universitaire préfectoral des arts et de la culture d'Ōita
- 2006
  - Le Collège universitaire préfectoral des arts et de la culture d'Ōita devient indépendant, désormais géré par la Société des universités publiques
- 2010
  - Création d’un Campus Taketa de Geibun-Tandai à la ville de Taketa.

## Organisation

### Faculté des Beaux-Arts
- Peinture japonaise
- Peinture à l'huile
- Média mixte
- Sculpture
- Design visuel
- Design de média
- Design de produit

#### Cursus avancé
- Beaux-arts
- Design visuel
- Design de média
- Design de produit

### Faculté de Musique
- Composition
- Écriture
- Direction d'orchestre
- Piano
- Instruments à cordes
- Instruments à vent et percussion
- Musique vocale

#### Cursus avancé
- Composition
- Écriture
- Direction d'orchestre
- Piano
- Instruments à cordes
- Instruments à vent et percussion
- Musique vocale

### Faculté des études globales
- Communication international
- Carrier modern
- Gestion du tourisme

### Faculté de l'information et de la communication
- Sport mental
- Médias d'information
- Affaires locales

## Diplômes
Comme les autres collèges universitaires au Japon, le diplôme de Geibun-tandai décerné après deux ans d’études aux quatre facultés est Tankidaigakushi (japonais : 短期大学士, anglais : Associate degree, équivalant en France d'un Diplôme d'études universitaires générales).
Le diplôme de Gakushi (japonais : 学士, anglais : Bachelor's degree, équivalant en France d'une Licence） sera décerné après deux ans d’études au Cursus avancé aux deux facultés des beaux-arts et de la musique.

## Directeurs
- 1961- 1971: Masuzo Adachi (足達益三?) (entrepreneur)
- 1971- ?: Teppei Ujiyama (ja) (宇治山哲平?) (artiste)
- 2003- 2008: Isao Toshimitsu (ja) (利光功?) (esthétique)
- 2008- : Kingo Nakayama (ja) (中山欽吾?) (entrepreneur)

## Professeurs notables
- Shoji Itakura (ja) (板倉昭二?) (psychologist)
- Motoo Kondo (ja) (近藤大生?) (sociologie de l'éducation)
- Michio Kobayashi (ja) (下川正晴?) (journaliste)
- Michio Kobayashi (ja) (小林道夫?) (pianiste)

## Anciens élèves notables
- Chiomi Akio (ja) (明生チナミ?) (auteur de bande dessinée)
- Tochi Ueyama (ja) (うえやまとち?) (auteur de bande dessinée)
- Izuru Aminaka (ja) (網中いづる?) (illustrateur)
- Shitake (しいたけ?) (illustrateur)
- Natsumi Matsumoto (ja) (松本夏実?) (auteur de bande dessinée)

## Accès
De la gare d'Ōita de la JR Kyushu, prendre le bus Oita "Ueno Line" et descendre à l'arrêt de bus "Ueno".